# Hjalmar Lindroth (teolog)
Augustinus Hjalmar Johannes Lindroth, född 17 november 1893 i Indien, död 6 maj 1979 i Uppsala, var en svensk teolog.

## Biografi
Lindroth blev docent vid Uppsala universitet 1926 och teologie doktor 1927. Senare var han professor i dogmatik och moralteologi vid Uppsala universitet 1936 - 38 och dogmatik med symbolik 1938 - 60. 
Lindroth utgav bland annat Schleiermachers religionsbegrepp (2 band, 1926-30), Den apostoliska trosbekännelsen (1933), samt Katolsk och evangelisk kristendomssyn (1933).. Lindroth var influerad av den s.k. motivforskning som lyfts fram av teologer i Lund, t.ex. Gustaf Aulén. Redan från början markerade han hur han såg "Kyrkan" som kristendomens mest egenartade tanke  och han var en av drivkrafterna för en teologisk konferens i Nyöping 1942 med detta tema.  och han redigerade dess omfattande rapportbok En bok om kyrkan av svenska teologer som utkom samma år. År 1947 utgav han en motsvarande En bok om kyrkans ämbete.   År 1975 sammanfattande han sin teologi i det stora trebandsverket, omfattande över 900 sidor,  Kyrklig dogmatik. Den kristna trosåskådningen med särskild hänsyn till det eskatologiska motivet och den frälsningshistoriska grundsynen. Det första bandet hade undertitelnTro - vetenskap - verklighet, det andra Kristi kyrka och frälsningshistoriens innevarande skede och det tredje Kristus, kyrkans Herre, medelpunkten i frälsningshistorien och vändpunkten i världens om mänsklighetens historia. Det blev det senare 1900-talets mest omfattande framställning av det kristna trosinnehållet, författad av en svensk teolog..

## Fotnoter
1. 1 2 3 4 5 6 7 8  A Hjalmar J Lindroth, Svenskt biografiskt lexikon, Svenskt Biografiskt Lexikon-ID: 10651, läs online.[källa från Wikidata]
2. ↑  Bra Böckers lexikon, 1977
3. ↑  Carlquist, Gunnar, red (1937). Svensk uppslagsbok. Bd 17. Malmö: Svensk Uppslagsbok AB. sid. 292
4. ↑  Bexell 2021, s. 245.

- Sveriges dödbok 1947-2006, (Cd-Rom), Sveriges Släktforskarförbund